# Santa Cruz Tanaco
Santa Cruz Tanaco, appelée simplement Tanaco, est une communauté de l'État mexicain de Michoacán de Ocampo, qui fait partie de la municipalité de Cherán.